# Giuseppe Boerio
Giuseppe Boerio (Lendinara, 1754 – Venezia, 25 febbraio 1832) è stato un funzionario, magistrato e giurista italiano.
Si laureò in legge all'Università di Padova e subito seguì le orme del padre come funzionario della Repubblica di Venezia.
Di lui si hanno notizie a partire dal 1784, quando lavorava a Verona. Qui, l'anno seguente, pubblicava la sua prima opera, Comuni, giurisdizioni e vicariati della provincia veronese col formolario de' titoli ai pubblici rappresentanti, giusdicenti e vicari della provincia stessa.
Nel 1789 lo si ritrova a Chioggia come cancelliere del Podestà Domenico Tiepolo. Nel frattempo compilava la Raccolta di parti, terminazioni, e decreti concernenti ai corpi, magistrati, ed uffizi municipali della magnifica città di Chioggia, edita nel 1791. Nel 1793 mandava alle stampe il suo terzo lavoro, la Raccolta delle leggi venete pel territorio.
Continuò la sua carriera di magistrato e giurista anche dopo la caduta della Serenissima: nel 1798 era assessore al Tribunale criminale di Venezia; nel 1805 uscivano Esemplare d'un processo ordinario secondo le norme del codice penale vegliante negli Stati Imperiali Austriaci e Pratica del processo criminale dedotta dal sovrano codice dei delitti. Con l'istituzione del Regno d'Italia di Napoleone, ricoprì la carica di giudice alla Corte di giustizia dell'Adriatico.
Tornati gli Austriaci, diveniva nuovamente giudice a Venezia, quindi a Rovigo, Padova e ancora a Venezia, dove raggiunse la carica di consigliere dell'I.R. Tribunale civile di prima istanza. In questo periodo si dedicò all'aggiornamento delle sue opere secondo i nuovi ordinamenti ed alla realizzazione del Repertorio ossia estratto del codice penale (tutte pubblicate nel 1815).
L'opera principale del Boerio esula però dagli studi giuridici: è il Dizionario del dialetto veneziano, per la cui stesura collaborò con studiosi e letterati, tra cui i naturalisti Nicolò Contarini, Stefano Andrea Renier e Giovanni Domenico Nardo, l'autore teatrale Alessandro Zanchi ed anche il giovane Daniele Manin, che ne fu l'editore.
Il primo fascicolo uscì nel 1827 e nel 1829 l'edizione venne completata. Il testo fu molto apprezzato da studiosi ed eruditi, tanto che nel 1856 venne pubblicata, postuma, un'edizione aggiornata, che comprendeva anche l'indice italiano-veneziano.

## Opere
- Dizionario del dialetto veneziano. Seconda edizione aumentata e corretta. Aggiuntovi l'indice Italiano Veneto, già promesso dall'autore nella prima edizione, Venezia 1856; ristampa anastatica, Torino 1967.